# اسماعیل دوکور
اسماعیل دوکور (انگلیسی: Ismaël Doukouré؛ زادهٔ ۲۴ ژوئیهٔ ۲۰۰۳) بازیکن فوتبال اهل فرانسه است.
وی همچنین در تیم ملی فوتبال France Olympic بازی کرده‌است.